# Furna do Lemos
A Furna do Lemos é uma gruta portuguesa localizada na freguesia de São Mateus, concelho da Madalena do Pico, ilha do Pico, arquipélago dos Açores.
Esta cavidade apresenta uma geomorfologia de origem vulcânica em forma de tubo de lava localizado em arriba. Apresenta um comprimento de 32 m. por uma altura máxima de 1.6 m.